# Smoky Lake
Smoky Lake es un pueblo canadiense situado en la provincia de Alberta.

## Superficie
Smoky Lake tiene una superficie de 4,26 km².

## Demografía
En 2021, tenía 1127 habitantes, una densidad poblacional de 264,4 hab./km², y 518 viviendas.